# Чемпионат СССР по самбо 1982
36-й Чемпионат СССР по самбо проходил в Барнауле с 24 по 27 марта 1982 года. В соревнованиях участвовало 239 спортсменов.

## Медалисты
| Весовая категория              | Золото                                        | Серебро                                        | Бронза                                                                              |
| ------------------------------ | --------------------------------------------- | ---------------------------------------------- | ----------------------------------------------------------------------------------- |
| Наилегчайший вес (до 48 кг)    | Нурислам Халиуллин «Динамо» (Владивосток)     | Андрей Ходырев «Динамо» (Москва)               | А. Ларионов Вооружённые Силы (Фрунзе) Сосо Ростиашвили Вооружённые Силы (Тбилиси)   |
| Легчайший вес (до 52 кг)       | Владимир Белов «Труд» (Новочебоксарск)        | Юрий Круглов «Динамо» (Куйбышев)               | Геннадий Белоглазов «Буревестник» (Пермь) Сагид Меретуков Вооружённые Силы (Майкоп) |
| Полулёгкий вес (до 57 кг)      | Виктор Астахов «Буревестник» (Москва)         | В. Каракулько Вооружённые Силы (Минск)         | Д. Джугашвили Вооружённые Силы (Тбилиси) Михаил Стенников «Динамо» (Курган)         |
| Лёгкий вес (до 62 кг)          | Евгений Есин «Труд» (Кстово)                  | А. Саяпин Вооружённые Силы (Куйбышев)          | Ю. Евдокимов Вооружённые Силы (Киев) А. Поздняков «Динамо» (Курган)                 |
| 1-й полусредний вес (до 68 кг) | Рафик Мадьяров «Труд» (Казань)                | Г. Амандурдыев «Динамо» (Ашхабад)              | Нафик Мадьяров «Труд» (Казань) Р. Резванов «Буревестник» (Самарканд)                |
| 2-й полусредний вес (до 74 кг) | Роман Басиров Вооружённые Силы (Кемерово)     | Николай Баранов «Труд» (Кстово)                | Виктор Бухвал Вооружённые Силы (Минск) Анатолий Яковлев «Динамо» (Москва)           |
| 1-й средний вес (до 82 кг)     | Магомед Рамазанов Вооружённые Силы (Минск)    | В. Юрескул Вооружённые Силы (Одесса)           | А. Рассказов «Динамо» (Иваново) Виталий Быченок Вооружённые Силы (Москва)           |
| 2-й средний вес (до 90 кг)     | Валерий Пашкин «Буревестник» (Москва)         | Александр Пушница «Динамо» (Омск)              | Владимир Пушница «Динамо» (Петропавловск-Камчатский) В. Зиняков «Динамо» (Омск)     |
| Полутяжёлый вес (до 100 кг)    | Геннадий Малёнкин Вооружённые Силы (Владимир) | Антон Новик Вооружённые Силы (Минск)           | Михаил Кокорин «Динамо» (Ленинград) Б. Антонов Вооружённые Силы (Москва)            |
| Тяжёлый вес (свыше 100 кг)     | Владимир Шкалов Вооружённые Силы (Барнаул)    | Станислав Белинский Вооружённые Силы (Барнаул) | Виталий Кузнецов Вооружённые Силы (Москва) Сосо Гогнадзе «Динамо» (Ташкент)         |